# Homoanarta farinosa
Homoanarta farinosa là một loài bướm đêm trong họ Noctuidae.